# Poa kurdistanica
Poa kurdistanica är en gräsart som beskrevs av Jindřich Chrtek och Hadac. Poa kurdistanica ingår i släktet gröen, och familjen gräs. Inga underarter finns listade i Catalogue of Life.